# Абуев, Магомед Шамильевич
Магомед Шамильевич Абуев (4 октября 1915, Кази-Кумух, Дагестанская область — 1996, Махачкала) — советский дагестанский хозяйственный и государственный деятель. Министр сельского хозяйства Дагестанской АССР.

## Биография
Родился в 1915 году в Кази-Кумухе. Член КПСС.
С 1939 года — на хозяйственной, общественной и политической работе. 
В 1939—1996 годы:
- инженер Народного комиссариата земледелия Дагестанской АССР, директор комсомольско-молодёжной МТС (машинно-тракторной станции) в селе Дылым

- участник Великой Отечественной войны, командир взвода, командир батареи, помощник начальника штаба полка, помощник начальника оперативного отдела штаба артиллерийской дивизии,

- инструктор заместитель заведующего отделом сельского хозяйства Дагестанского обкома КПСС, заместитель министра сельского хозяйства, министр сельского хозяйства Дагестанской АССР
- первый заместитель Председателя Совета Министров Дагестанской АССР
- председатель Совета Дагестанского регионального отделения Всероссийской общественной организации ветеранов войны, труда, Вооружённых сил и правоохранительных органов.

Умер в Махачкале в 1996 году.